# Abdyl Frashëri
Abdyl Frashëri (1839, Parmet, Osmanská říše – 23. října 1892, Istanbul, Osmanská říše) byl albánský diplomat, politik, spisovatel a jeden ze zakladatelů a předsedů Prizrenské ligy. Byl nejstarší z bratří Frashërů (Sami Frashëri, Naim Frashëri byli jeho mladší bratři). Všichni tři měli značný vliv na albánské národní obrození, které proběhlo v 19. století. V Albánii je považován za národního hrdinu.[zdroj?]

## Životopis
Abdyl byl synem Halida Frashëri a Eminy Mirahori. V roce 1865 se jeho rodina přestěhovala z malé vesničky Frashër do Ioánniny v dnešením Řecku, kde studoval na řeckojazyčném gymnáziu. Po dokončení školy se věnoval obchodování. V roce 1877 začal pracovat v osmanské státní správě jako šéf celního úřadu v Ioánnině. V témže roce se stal poslancem za volební obvod tohoto města v osmanském parlamentu.
V prosinci 1877 pomohl založit Ústřední výbor pro práva albánského lidu (albánsky Komitet Qendror për mbrojtjen e të drejtave të kombësise shqiptare) Organizace byla založena v Istanbulu a za cíl si kladla prosazení autonomie pro Albánce, kteří žili na území Osmanské říše. Po podepsaní Sanstefanské smlouvy v roce 1878 byla značná část území Balkánu (především na území dnešní Severní Makedonie přičleněna k Bulharsku, s čímž Frashëri nesouhlasil. Inicioval proto řadu protestních článků v řeckém i tureckém tisku.
Abdyl Frashëri se také účastnil ustavujícího setkání Prizrenské ligy, které se uskutečnilo 10. června 1878 v Prizrenu. Tam vystupoval jako zástupce albánské komunity v turecké metropoli. Myšlenku autonomie Albánců prosazoval i na řadě svých výjezdů do Berlína, Paříže, Vídně a Říma. V prosinci 1880 byla z jeho podnětu v předvečer rozsáhlého povstání v Kosovu zřízena dočasná vláda (Kuverne e përdorme). Po potlačení povstání v roce 1881 chtěl uprchnout do západní Evropy, nicméně byl odhalen tureckou policií, zatčen a spolu s dalšími zakladateli Ligy uvězněn. Zbytek svého života měl strávit ve vězení v Balıkesiru, nicméně roku 1885 byl propuštěn z důvodu špatného zdravotního stavu na základě sultánovy milosti.
Zemřel v Istanbulu, roku 1978 byly jeho ostatky přeneseny do Tirany.